# Pohrebyshche
Pohrebyshche (em ucraniano:  Погребище) é uma cidade da Ucrânia, situada no Oblast de Vinnytsia. Tem 8,7 km² de área e sua população em 2020 foi estimada em 9.514 habitantes.